# Maria Gajdar
Maria Jegorovna Gajdar (ryska: Мария Егоровна Гайдар, ukrainska: Марія Єгорівна Гайдар), 1990–2004 Smirnova (ryska: Смирнова), född 21 oktober 1982 i Moskva, är en rysk-ukrainsk politisk tjänsteman och politiker. Hon är känd som kritiker av Rysslands president Vladimir Putin.
Gajdar är dotter till Jegor Gajdar, som var Rysslands tillförordnade premiärminister i juni–december 1992.
Från 2009 till 2011 var hon viceguvernör i provinsen Kirov oblast. Den 17 juli 2015 accepterade hon erbjudandet från den ukrainska provinsen Odessa oblasts guvernör Micheil Saakasjvili (tidigare Georgiens president 2008–2013), att bli vice guvernör i Odessa. Hon hade ämbetet tills hon avgick den 10 maj 2016.
Från den 28 mars 2017 till 17 maj 2019 var hon extern rådgivare till Ukrainas president Petro Porosjenko.